# Gabriel IV d'Alexandrie (Copte)
Gabriel IV d'Alexandrie (Copte), est un patriarche copte d'Alexandrie du 6 janvier 1370 au 27 avril 1378.